# Chrysosoma formosum
Chrysosoma formosum är en tvåvingeart som beskrevs av Octave Parent 1934. Chrysosoma formosum ingår i släktet Chrysosoma och familjen styltflugor. Inga underarter finns listade i Catalogue of Life.